# St. Martin in Passeier
St. Martin in Passeier (italienisch San Martino in Passiria) ist eine Gemeinde in Passeier in Südtirol mit 3307 Einwohnern (Stand 31. Dezember 2023).

## Geographie

### Allgemeines

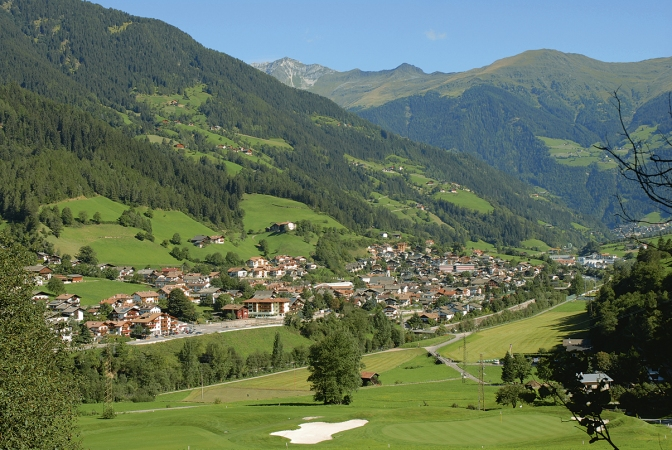
St. Martin in Passeier

St. Martin liegt zentral im Passeiertal nördlich der Stadt Meran. Das Gemeindegebiet erstreckt sich über rund 15 km Länge nahezu ausschließlich auf der orographisch rechten, dem Talverlauf entsprechend meist westlichen Seite der Passer, in der die Grenze zur Nachbargemeinde St. Leonhard verläuft. Der Hauptort St. Martin befindet sich auf rund 600 m Höhe im Talboden. Die einzige weitere dörfliche Siedlung der Gemeinde ist Saltaus (500 m) im Süden direkt an der Grenze zu Riffian. Die anderen Fraktionen sind Weiler oder Gehöftgruppen (beispielsweise Ried), die sich hauptsächlich über die Talhänge verteilen. Das Kalmtal, dessen unterer Abschnitt zu St. Martin gehört (der obere ist hingegen Teil der Gemeinde Riffian), führt vom Passeirer Haupttal in südwestliche Richtung tief in die zu den Ötztaler Alpen zählende Texelgruppe hinein. An der dieses Seitental nördlich überragenden Kolbenspitze (2868 m), im Naturpark Texelgruppe geschützt, findet das Gemeindegebiet seinen höchsten Punkt.

### Fraktionen

#### Hauptort St. Martin

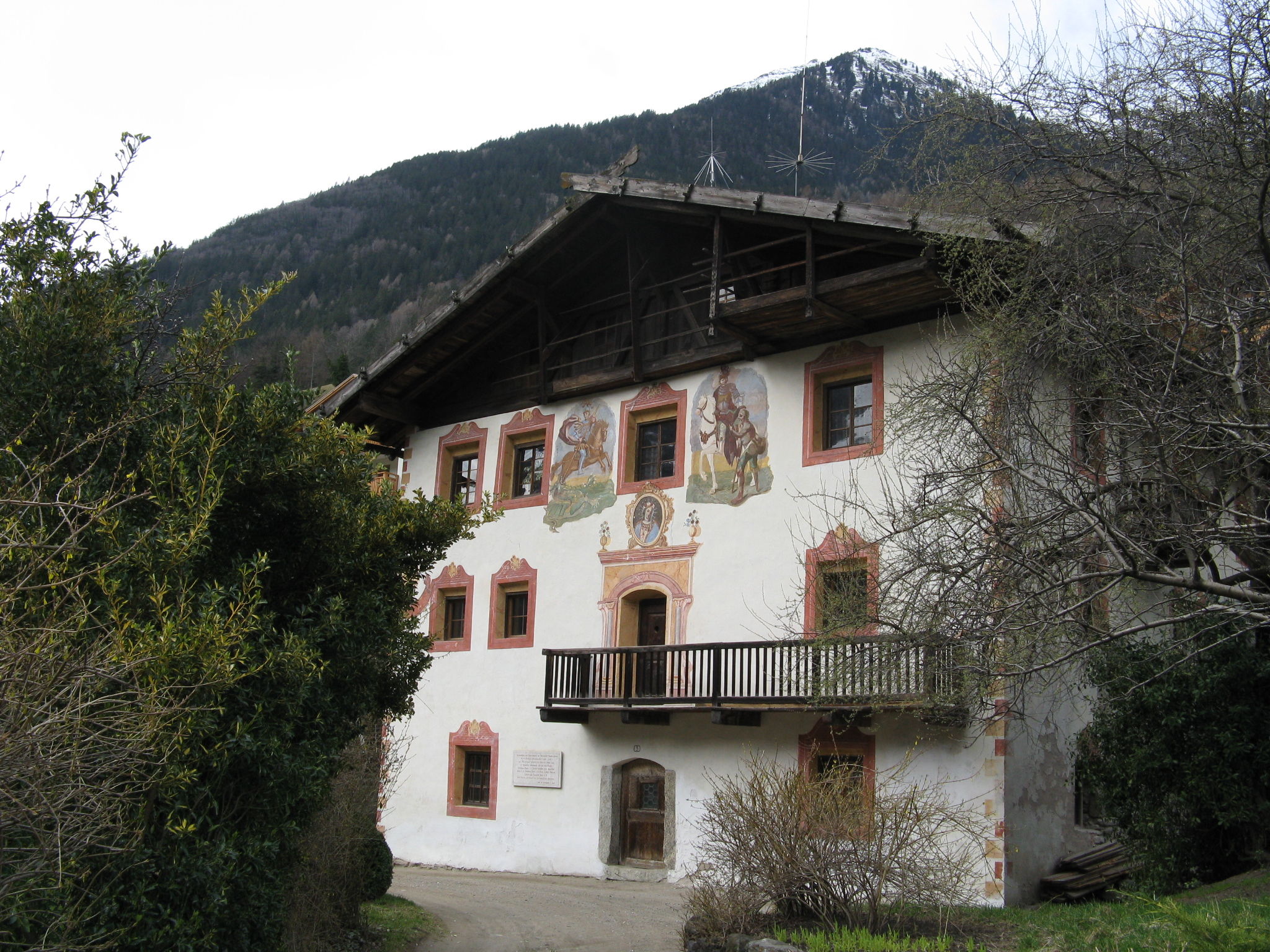
Malerhaus St. Martin

Der Hauptort St. Martin entstand im Mittelalter am westlichen Passerufer rundum eine bereits im 12. Jahrhundert urkundlich erwähnte (heute barock umgestaltete) Pfarrkirche. Der geschlossene Ortskern zeichnet sich durch Zunfthäuser mit teilweise bemalten Fassaden aus, in denen sich heute Gaststätten und Geschäfte befinden.
Sitz der Passeirer Malerschule, eine Kunstschule für barocke Fresken- und Fassadenmalerei (1719 bis 1845), war das so genannte Malerhaus mit Mantelteilungs-Fresko des namensgebenden Lokalheiligen an der Außenwand. Begründer dieser Malerschule waren Vater und Sohn Nikolaus Auer, im gesamten Passeier Tal als Freskomaler tätige Schüler Josef Haller sowie Vater und Sohn Benedikt Auer.
Ein kleines Heimatmuseum dokumentiert historische Arbeitsgeräte im bäuerlichen Haushalt und auf dem Feld. 
Der wehrhaft wie eine Burg gestaltete Schildhof Steinhaus liegt am Hang oberhalb des Ortszentrums.
Erzählungen zufolge soll es einen geheimen Tunnel von Steinhaus zum darunterliegenden Widum geben.

#### Saltaus

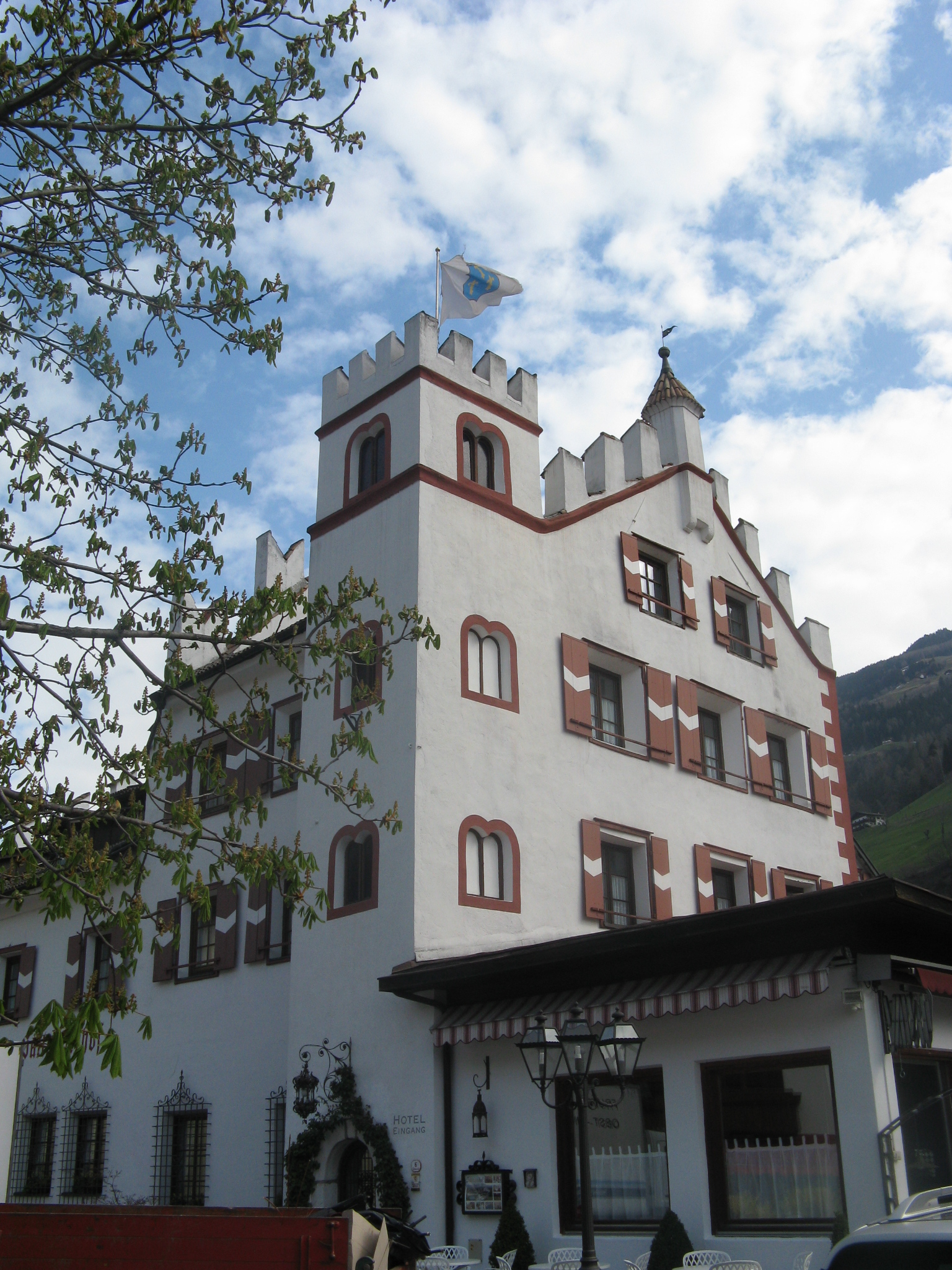
Schildhof Saltaus

Das Dorf Saltaus (it. Saltusio) ist die südlichste Fraktion der Gemeinde mit rund 350 Einwohnern in 500 m Höhe etwa 9 km von Meran; vom Hauptort liegt sie noch 7 km entfernt. Als Talstation der Seilbahn auf das auf der anderen Talseite gelegene Höhenplateau unterhalb des Hirzer (2781 m) ist sie Ausgangspunkt für zahlreiche Wanderwege auf den Almen rund um die Bergstation sowie die Besteigung der Hirzerspitze. Der Name ist erstmals 1230 als Saltous erwähnt und leitet sich ab von lat. saltus (= die Schlucht), die möglicherweise schon den Römern bekannt war, die einen Verbindungsweg zum Jaufenpass angelegt hatten.
Der heute zu einem Hotel umfunktionierte Schildhof aus dem 12. Jahrhundert war im Mittelalter Zollstation der Grafen von Tirol. Von den elf in Passeier erhaltenen Ansitzen der durch Waffendienste privilegierten und in den niederen Adel erhobenen Bauern ist der Schildhof Saltaus der älteste.
Die touristische Infrastruktur von Saltaus umfasst vom Campingplatz über Pensionen, Ferienwohnungen bis zu Hotels der mittleren und gehobenen Klasse ein breites Angebot.

#### Quellenhof

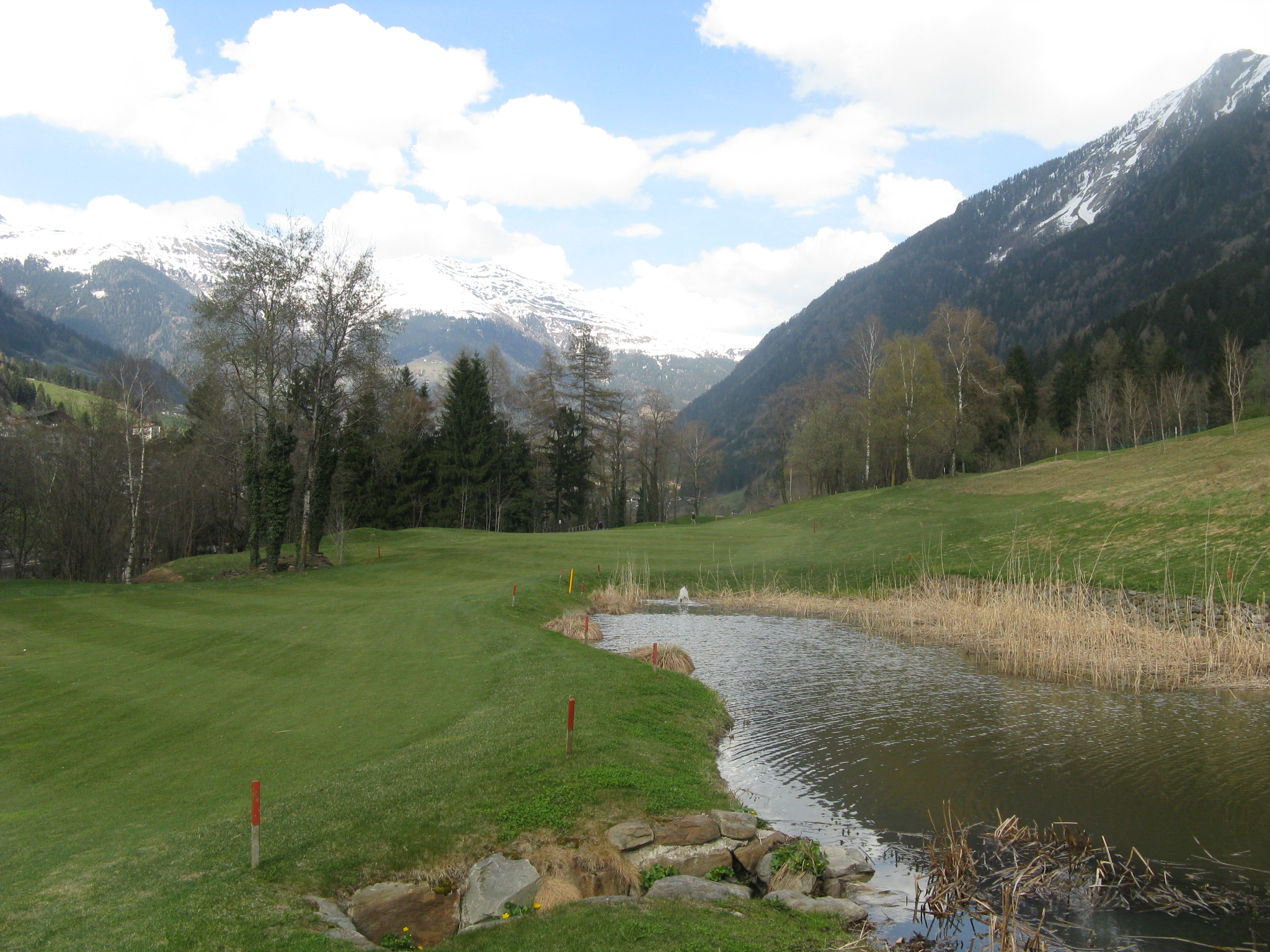
Golfplatz Passeiertal, Loch 2, mit Blick Richtung St. Leonhard

## Geschichte

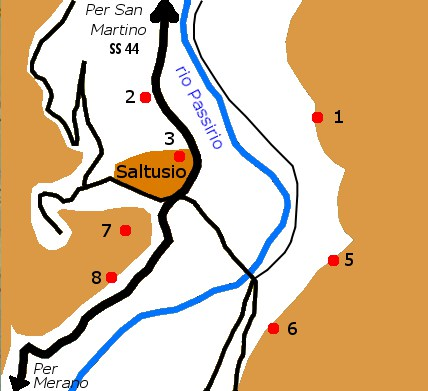
Sperre Saltaus, ein Teil des Alpenwalls